# Сахаровский, Александр Михайлович
Алекса́ндр Миха́йлович Сахаро́вский (3 сентября 1909 — 12 ноября 1983) — сотрудник советских органов государственной безопасности, возглавлял внешнюю разведку СССР в качестве начальника Первого главного управления КГБ при СМ СССР, генерал-полковник (1967).

## Биография
Родился 3 сентября 1909 года в деревне Большое Ожогино Галичского уезда Костромской губернии (ныне — Антроповский район Костромской области) в семье крестьян. 
В 1925 году окончил школу второй ступени в городе Галиче. С сентября 1926 года — ученик размётчика и рабочий-размётчик на Балтийском судостроительном заводе, с февраля 1929 года — судовой размётчик на Северной судостроительной верфи в Ленинграде. С декабря 1930 года — на административной работе, инструктор по внешкольной работе Нарвского районного Совета депутатов трудящихся в Ленинграде. Член ВЛКСМ с 1926 года. В 1929 года — кандидат, а с февраля 1930 года —  член ВКП(б).
В октябре 1931 года был призван в ряды Красной армии на срочную службу. Служил в 2-м полку связи (Ленинград). В 1933 году окончил вечерний комвуз при Военно-политической академии. По решению Политуправления РККА в октябре 1933 года направлен на должность секретаря бюро ВЛКСМ 63-го отдельного строительного батальона в Советскую Гавань Дальневосточного края. Демобилизован в декабре 1934 года. Вернулся в Ленинград на Северную судостроительную верфь. В 1935 году избран секретарём комитета ВЛКСМ Канонерского судоремонтного завода в Ленинграде. В июле того же года направлен в Балтийское государственное морское пароходство на должность инструктора политотдела по марксистско-ленинскому воспитанию молодёжи. В февралее 1938 года был избран секретарём парткома пароходства.

### В органах госбезопасности
В феврале 1939 года Сахаровский по партийному набору был переведён на работу в органы государственной безопасности и назначен заместителем начальника 2 отделения 2-го отдела транспортного управления в Управлении НКВД СССР по Ленинградской области в звании младшего лейтенанта госбезопасности. В том же году стал начальником 1-го отделения и временно исполняющим должность начальника Водного отдела Управления НКВД по Ленинградской области.
В 1940 году он более семи месяцев находился в загранкомандировке с разведывательными целями: находился в плавании, был (по легенде) помощником капитана пассажирского судна «Сванетия». Побывал в нескольких странах Адриатики. В августе 1941 года в Управлении НКВД по Ленинградской области был создан Первый (разведывательный) отдел, в который был зачислен Сахаровский на должность заместителя начальника отдела.

### В годы Великой Отечественной войны
На этом посту Сахаровский находился первый год Великой Отечественной войны. В ноябре 1942 года возглавил Первый (разведывательный) отдел, в мае 1943 года стал начальником 1-го отдела, в январе 1944 года — начальником 2-го отдела Управления НКГБ по Ленинградской области. Находился в Ленинграде в течение всей его  блокады. Во время войны, в 1943 году, Сахаровскому было присвоено звание майора государственной безопасности, минуя звание капитана государственной безопасности, а через год он стал подполковником. В обязанности Сахаровского как начальника отдела входили подготовка разведывательно-диверсионных групп для заброски в тылы противника и проведение операций по ликвидации немецких парашютистов и диверсантов. При его участии создано и переправлено за линию фронта более 40 разведывательно-диверсионных групп. Участник и один из руководителей операции по ликвидации резидентуры СД противника в Ленинградской области и разведгруппы из «Абверкоманды-104».

### После войны
С сентября 1946 года — в Москве в центральном аппарате МГБ СССР. До 1953 года сменил семь должностей. Сначала был начальником отдела «7-А» управления «1-А» Первого Главного управления Министерства государственной безопасности СССР. С июля 1947 года — начальник 2-го отдела 2-го управления Комитета информации при Совете Министров СССР, находился в многомесячной командировке в Финляндии. С сентября 1948 года — заместитель начальника 2-го управления Комитета информации, с 1949 года — в связи с убытием за границу зачислен в резерв МГБ СССР, за это время работал в Греции, Турции и в Болгарии.
С ноября 1949 года находился в командировке в Румынии — советник, а с марта 1950 года — старший советник МГБ СССР при Министерстве государственной безопасности Румынии. Работая советником МГБ СССР при органах безопасности Румынии, Сахаровский оказал значительную помощь в организации работы этих органов. При его непосредственном участии румынскими коллегами вскрыт и ликвидирован ряд резидентур американской и английской разведок, а также других подпольных организаций.
В ноябре 1952 года вернулся в СССР. В период кадровой и организационной чехарды в органах госбезопасности, наступившей после смерти И. В. Сталина, Сахаровский с марта 1953 года последовательно занимает должности:
- начальника 12-го отдела МГБ СССР, — помощника начальника Второго Главного Управления МВД СССР,
- с мая 1953 года — начальника 7-го отдела Второго Главного Управления МВД СССР
  - и заместителя начальника 7-го отдела,
  - с июня — заместителя начальника 4-го (восточного) отдела,
  - с сентября — исполняющего обязанности начальника 7-го отдела в том же главном управлении.
- С февраля 1954 года — и. о. начальника 2-го Главного Управления МВД СССР,
  - с марта — исполняющий обязанности,
  - а с ноября — заместитель начальника Первого главного управления КГБ СССР,
- с августа 1955 года — первый заместитель начальника этого Главного управления.

### Начальник внешней разведки
Около года Сахаровский исполнял обязанности начальника (с июня 1955 года), в мае 1956 года был утверждён в должности начальника Первого главного управления КГБ при СМ СССР (внешняя разведка).
Руководил операциями разведки во время разгара холодной войны, кризисных ситуаций на Ближнем Востоке в 1956—1967 годах; венгерского восстания 1956 года; Берлинского кризиса, Карибского кризиса, чехословацких событий. Проработал на этом посту 15 лет, больше чем кто бы то ни было за всю историю внешней разведки СССР и Российской Федерации. С 1959 года — член Коллегии КГБ при Совете Министров СССР.
С июля 1971 по январь 1975 года Александр Сахаровский был старшим консультантом Группы консультантов при председателе КГБ СССР. Тяжело болел, перенёс инсульт. 1 февраля 1975 года вышел в отставку.

### Смерть
Скончался 12 ноября 1983 года. Похоронен на Новодевичьем кладбище.

## Воинские звания
- Младший лейтенант государственной безопасности (08.07.1939),
- Лейтенант государственной безопасности (03.09.1941),
- Старший лейтенант государственной безопасности (05.09.1941),
- Майор государственной безопасности (11.02.1943),
- Подполковник (03.11.1944),
- Полковник (декабрь 1948),
- Генерал-майор (14.01.1956),
- Генерал-лейтенант (23.02.1961),
- Генерал-полковник (19.12.1967).

## Награды
- три ордена Ленина (30.10.1967, 21.12.1970, 18.02.1975),
- орден Красного Знамени (10.12.1964),
- Орден Отечественной войны I степени (02.02.1945),
- орден Трудового Красного Знамени (05.09.1959),
- орден Красной Звезды (01.06.1951),
- орден «Знак Почёта» (18.05.1942),
- ряд медалей СССР,
- Боевой орден «За заслуги перед народом и Отечеством» в золоте (ГДР),
- Орден Народной Республики Болгария 1-й и 2-й степеней (Болгария),
- Орден Знамени (Венгрия),
- Орден Возрождения Польши 1-й степени,
- орден Красного Знамени (ЧССР),
- семь медалей зарубежных государств,
- Почётный знак «Почётный сотрудник госбезопасности» (23.12.1957).

## Семья
- Отец — Сахаровский Михаил Федорович (1886—1960). В 1935—1941 годах — мастер по реставрации живописи в Ленинграде, затем — преподаватель Ленинградского высшего художественно-промышленного училища имени В. И. Мухиной.
- Мать — Сахаровская Анна Марковна (1886—1944, Ленинград), домохозяйка.
- Брат — Сахаровский Владимир Михайлович (1924—1943), погиб в боях за Ленинград 22 февраля 1943 года.
- Сестра — Комогорцева (Сахаровская) Нина Михайловна  (1915—?), проживала в г. Киеве.
- Жена — Сахаровская (урождённая Кузнецова) Вера Алексеевна (1910, Петербург—1996), домохозяйка.
  - Сын — Сахаровский Валерий Александрович (1936, Ленинград — 2002)
  - Сын — Сахаровский Игорь Александрович, (1941,Шарья  — 2024)